# ヤング・リーン
ヤング・リーン（Yung Lean、1996年7月18日 - ）は、スウェーデンのラッパーである。ヒップホップグループのSad Boysを率いる。
2013年、ミックステープ『Unknown Death 2002』をリリースした。2014年には、アルバム『Unknown Memory』がリリースされた。2016年、アルバム『Warlord』をリリースした。2017年11月10日にはアルバム『Stranger』をリリースした。 BBFC 15。

## ディスコグラフィー

### アルバム
- Unknown Memory （2014）
- Warlord （2016）
- Stranger （2017）
- Starz （2020）
- Stardust(2022)

### ミックステープ
- Unknown Death 2002 （2013）
- Frost God (2016)
- Poison Ivy (2018)

### EP
- Lavender （2013）
- Crash Bandicoot & Ghostface / Shyguy   (2018)
- Total Eclipse (2019)

### シングル
- "Marble Phone" （2013）
- "Kyoto" （2013）
- "Yoshi City" （2014）